# Бойкий (есмінець, 1936)
«Бойкий» (рос. «Бойкий») — військовий корабель, ескадрений міноносець проєкту 7 військово-морського флоту СРСР за часів Другої світової війни.
Есмінець «Бойкий» 17 квітня 1936 року закладений на верфі ССЗ № 198 ім. Андре Марті у Миколаєві, 29 жовтня 1936 року спущений на воду. 17 травня 1939 року корабель уведений до складу радянського Чорноморського флоту. Перебував у складі крейсерської бригади, де було два дивізіони есмінців; у другий дивізіон входили всі шість радянських ескадрених міноносців «сімок»: «Бодрий», «Бойкий», «Бистрий», «Беспощадний», «Бдительний» і «Безупречний». З них пережили війну лише перші два.

## Бойовий шлях
На початок війни перебував у складі 2-го дивізіону ескадрених міноносців, з базуванням у Севастополі. Протягом другої половини серпня 1941 року «Бойкий» разом з крейсером «Червона Україна», лідером «Ташкент», есмінцями «Беспощадний», «Незаможник», «Смишлений», «Фрунзе», «Шаумян», канонерськими човнами забезпечував артилерійську підтримку військ, що обороняли Одесу. 16 жовтня під час евакуації одеського гарнізону «Смишлений» та «Бойкий» були останніми з бойових кораблів, що залишили Одеський порт.
«Бойкий» спільно з «Безупречним» і «Беспощадним» підтримував вогнем висадку десанту під Григорівкою. Під час оборони Севастополя «Бойкий» відконвоював 15 транспортів, безпосередньо перевіз близько 1900 осіб, 242 т озброєнь і 180 т продовольства. Есмінець 22 рази обстріляв з гармат головного калібру позиції німецько-румунських військ.
У ніч 26 лютого 1942 року спільно з лідером «Ташкент», есмінцем «Бдительний» здійснив нічний вогневий наліт у районі Феодосії. Наступного дня наліт був повторений — цього разу до есмінців приєднався лінкор «Паризька комуна». 28 лютого аналогічний наліт був проведений біля Старого Криму і Отуза.